# Mataresos de l'Alguer
Els Mataresos de l'Alguer és una colla castellera de l'Alguer fundada l'11 de setembre de 2023.

## Història
Després del visionat a principis d'estiu del documental de Paulí Subirà, Enxaneta (2011), un grup de persones va decidir posar en marxa una colla castellera. Un mes i mig després, van realitzar el seu primer assaig, amb vista al seu debut oficial previst per al juny del 2024. Així, doncs, van actuar per la primera vegada a la història per la festa de Sant Joan el 23 de juny 2024, en què van descarregar un 3 de 5, pilars de 3 i van intentar un pilar de 4.
L'article primer del seu estatut determina que la llengua vehicular de l'associació és el català, a fi de generar un espai físic i social en el qual tothom pugui sentir-se còmode parlant alguerès. Matareso és una paraula del vocabulari de l'Alguer que significa «entremaliat». És la primera colla que es va formar a l'Estat italià. La camisa dels Mataresos és de color vermell corall.